# Institut supérieur de gestion
L'Institut supérieur de gestion di Parigi è un istituto di insegnamento di livello superiore

## Formazioni
Il gruppo ISG propone diverse formazioni alla gestione:
- la grande école per la formazione iniziale, l'Institut supérieur de gestion (Ecole ISG)
- il International master in business administration (MBA) d'ISG,